# Дейві (Західна Вірджинія)
Дейві (англ. Davy) — місто (англ. town) в США, в окрузі Мак-Дауелл штату Західна Вірджинія. Населення — 209 осіб (2020).

## Географія
Дейві розташоване за координатами 37°28′39″ пн. ш. 81°38′31″ зх. д. / 37.47750° пн. ш. 81.64194° зх. д. (37.477560, -81.641866).  За даними Бюро перепису населення США в 2010 році місто мало площу 3,35 км², з яких 3,30 км² — суходіл та 0,06 км² — водойми.

## Демографія
Згідно з переписом 2010 року, у місті мешкало 420 осіб у 167 домогосподарствах у складі 123 родин. Густота населення становила 125 осіб/км².  Було 192 помешкання (57/км²).
Расовий склад населення:
| - 96,7 % — білих - 2,6 % — чорних або афроамериканців - 0,2 % — корінних американців |

До двох чи більше рас належало 0,5 %. Частка іспаномовних становила 0,0 % від усіх жителів.
За віковим діапазоном населення розподілялося таким чином: 22,6 % — особи молодші 18 років, 62,6 % — особи у віці 18—64 років, 14,8 % — особи у віці 65 років та старші. Медіана віку мешканця становила 40,0 року. На 100 осіб жіночої статі у місті припадало 105,9 чоловіків;  на 100 жінок у віці від 18 років та старших — 103,1 чоловіків також старших 18 років.
Середній дохід на одне домашнє господарство  становив 32 438 доларів США (медіана — 23 667), а середній дохід на одну сім'ю — 38 256 доларів (медіана — 27 188). За межею бідності перебувало 24,9 % осіб, у тому числі 29,8 % дітей у віці до 18 років та 11,5 % осіб у віці 65 років та старших.
Цивільне працевлаштоване населення становило 59 осіб. Основні галузі зайнятості: освіта, охорона здоров'я та соціальна допомога — 40,7 %, роздрібна торгівля — 22,0 %, транспорт — 11,9 %, публічна адміністрація — 6,8 %.